# کوتارو دایگو
کوتارو دایگو (انگلیسی: Kotaro Daigo؛ زادهٔ ۱ سپتامبر ۲۰۰۰) بازیگر اهل ژاپن است. وی از سال ۲۰۱۷ میلادی تاکنون مشغول فعالیت بوده‌است.